# Isaac Butt

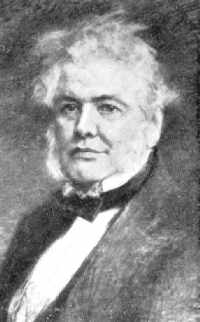
Isaac Butt

Isaac Butt (* 6. September 1813 in Glenfin, County Donegal, Irland; † 5. Mai 1879 in Dundrum, County Dublin) war ein irischer Rechtsanwalt, Wirtschaftswissenschaftler und Politiker.

## Leben
Butt war Gründer und Leiter zahlreicher politischer Parteien und Organisationen, einschließlich der Irish Metropolitan Conservative Society im Jahre 1836 und der Home Government Association im Jahre 1870. Außerdem war er Vorsitzender der Home Rule League im Jahre 1874.
Er ist begraben in Stranorlar.